# Monte Alegre de Sergipe
Monte Alegre de Sergipe là một đô thị thuộc bang Sergipe, Brasil. Đô thị này có diện tích 418,5 km², dân số năm 2007 là 13189 người, mật độ 31,51 người/km².